# 横川目駅
横川目駅（よこかわめえき）は、岩手県北上市和賀町横川目にある、東日本旅客鉄道（JR東日本）北上線の駅である。

## 歴史
- 1921年（大正10年）3月25日：鉄道省の駅として開設[2]。
- 1962年（昭和37年）12月1日：貨物の取り扱いを廃止[3]。
- 1984年（昭和59年）2月1日：荷物の扱いを廃止[3]。
- 1986年（昭和61年）11月1日：交換設備を撤去。駅員無配置駅となり[4]、横川目駅長が廃止され、和賀仙人駅長管理下となる（駅員配置は和賀仙人駅員派遣により継続）。
- 1987年（昭和62年）4月1日：国鉄分割民営化に伴い、JR東日本の駅となる[2]。
- 1994年（平成6年）10月1日：和賀仙人駅の無人化に伴い駅員派遣廃止、完全無人化[5]。ほっとゆだ駅長管理下となる。
- 1997年（平成9年）4月23日：駅に隣接してふれあいセンターが設置される[5]。
- 2007年（平成19年）3月18日：ほっとゆだ駅長廃止に伴い、北上駅長管理下となる。
- 2024年（令和6年）10月1日：えきねっとQチケのサービスを開始[1][6]。

## 駅構造
単式ホーム1面1線を有する地上駅である。北上駅管理の無人駅である。1986年（昭和61年）10月までは相対式ホーム2面2線を有する交換駅で、ホーム側が下り本線、駅裏側が上り本線となっていた。棒線駅化後も旧上りホームは残存している。
駅舎は無いが、ふれあいセンターの駅入口側に談話室が設置されており、待合室として利用出来るようになっている。
駅前には郵便ポストがあり、待合室の奥にはトイレがある。

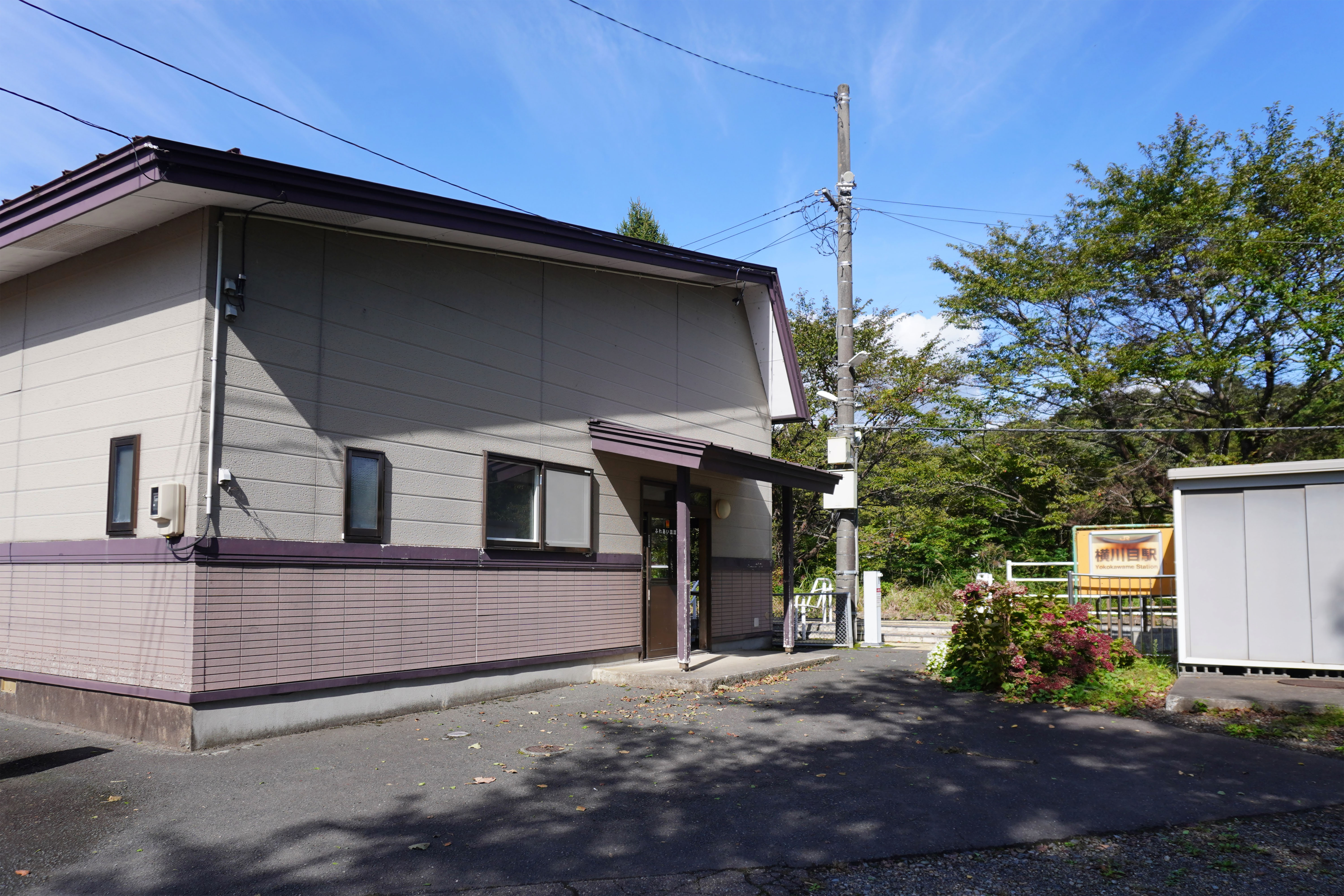
駅出入口（2023年10月）
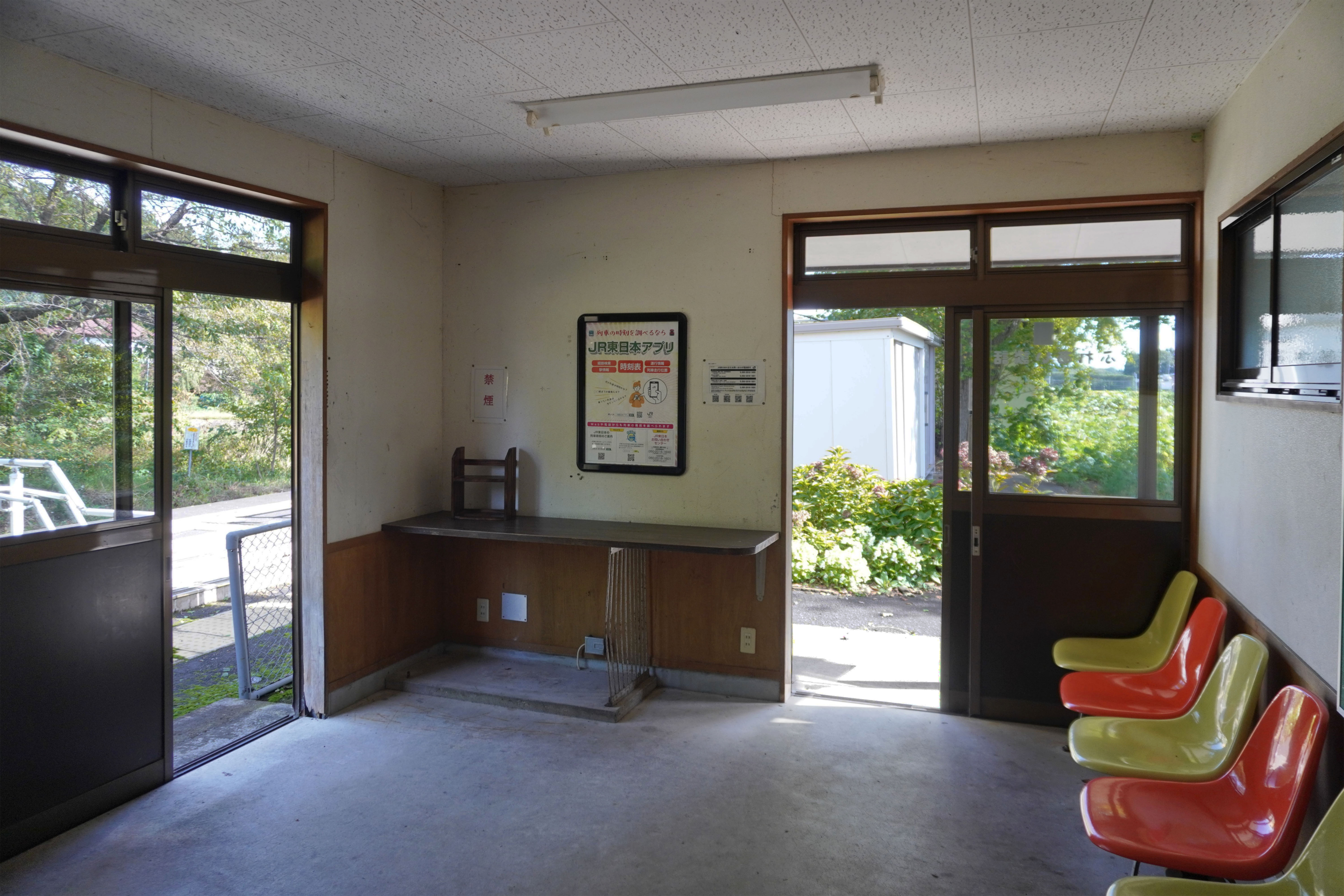
待合室（2023年10月）
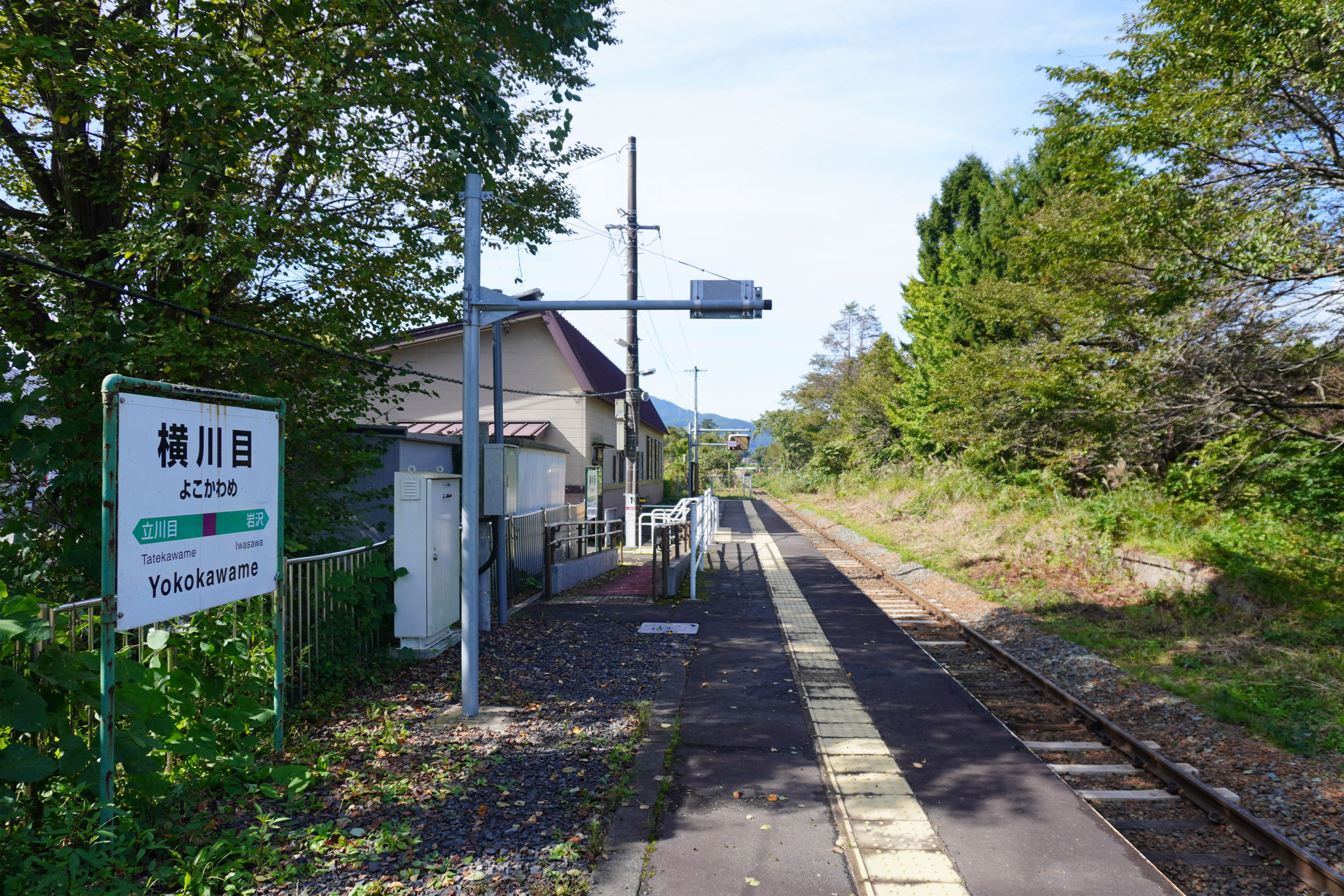
ホーム（2023年10月）

## 駅周辺
- 北上市役所和賀庁舎（旧・和賀町役場）
- 横川目郵便局
- 秋田自動車道 北上西インターチェンジ
- 県道37号花巻平泉線
- 県道47号北上西インター線
- 県道225号北上和賀線
- 国道107号
- 和賀川
- 岩手県交通「横川目駅前」停留所

## 隣の駅
東日本旅客鉄道（JR東日本）
■北上線
□快速・■普通
立川目駅 - 横川目駅 - 岩沢駅